# 矢吹秀一

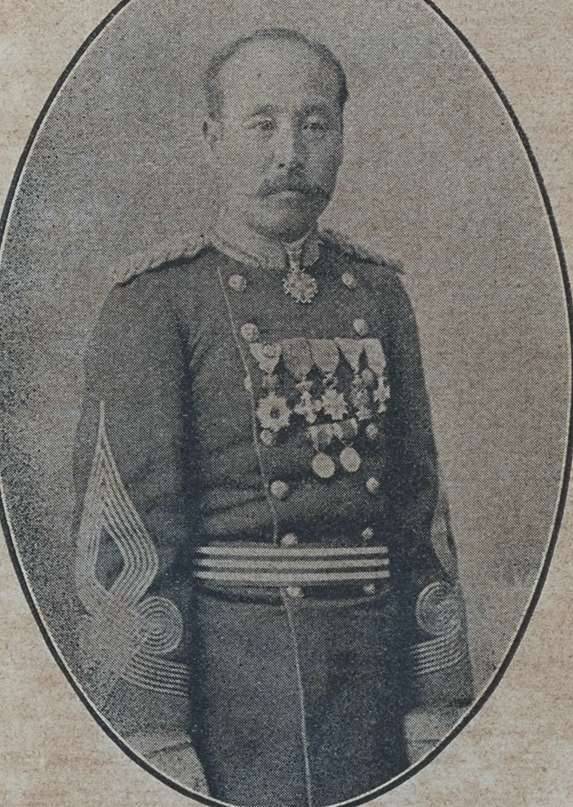
矢吹秀一

矢吹 秀一（やぶき ひでかず / しゅういち、1848年11月20日（嘉永元年10月25日） - 1909年（明治42年）12月16日）は、日本の陸軍軍人。陸軍中将勲一等男爵。旧姓・恒岡。旧名恒蔵。

## 経歴
本籍静岡県。江戸浅草で大番組・恒岡源兵衛の六男として生まれ、11歳で一橋家家臣・矢吹恒の養子となり徳川慶喜に仕えた。その後幕府陸軍に転じてフランス式兵学を学び幕府の歩兵差図役下役を務め、慶応4年（1868年）1月の鳥羽・伏見の戦いに従軍し負傷した。維新後、1869年（明治2年）沼津兵学校で資業生（第3期）として学ぶ。明治4年（1971年）に退校して陸軍に奉職し、同年12月、陸軍少尉、1873年（明治6年）2月、陸軍中尉に任官。陸軍士官学校教官、陸軍教導団教官、工兵第3大隊長、工兵会議議員、参謀本部海防局員などを務めた。
1886年（明治19年）5月、陸軍省工兵局次長となる。1887年（明治20年）6月、工兵局長に進み、1889年（明治22年）11月、工兵大佐に昇進。1890年（明治23年）3月、軍務局工兵事務課長に就任し、同年8月、工兵監に転じた。1894年（明治27年）9月、第1軍工兵部長に発令され日清戦争に出征。鴨緑江架橋を成し遂げている。
1895年（明治28年）1月、陸軍少将に進級し、1898年（明治31年）1月、再び工兵監に就任。1900年（明治33年）4月、陸軍中将に進んで翌年7月に休職となった。
1904年（明治37年）10月、日露戦争では留守第1師団長として復帰し、1906年（明治39年）3月には第1師団司令部付となり、同年4月に休職。1907年（明治40年）3月2日に予備役編入となり、同年9月21日、軍功により男爵位を授けられた。
盲腸炎と腹膜炎を併発し、1909年（明治42年）12月16日、薨去した。

## 栄典
位階
- 1891年（明治24年）12月28日 - 従五位[10]
- 1895年（明治28年）2月28日 - 正五位[11]
- 1900年（明治33年）4月10日 - 従四位[12]
- 1907年（明治40年）4月20日 – 従四位[13]

勲章等
- 1889年（明治22年）11月29日 - 大日本帝国憲法発布記念章[14]
- 1892年（明治25年）11月29日 - 勲三等瑞宝章[15]
- 1895年（明治28年）
  - 8月20日 - 功三級金鵄勲章、旭日中綬章[16]
  - 11月18日 - 明治二十七八年従軍記章[17]
- 1900年（明治33年）5月31日 - 勲二等瑞宝章[18]
- 1906年（明治39年）4月1日 - 勲一等旭日大綬章・明治三十七八年従軍記章[19]
- 1907年（明治40年）9月21日 - 男爵 [20]

外国勲章佩用允許
- 1885年（明治18年）10月5日 - ドイツ帝国王冠第三等勲章[21]

## 家族
- 三男 矢吹省三（実業家・貴族院議員）[22]
- 娘・いし - 子爵岡崎国良の妻[23]
- 娘・幸代 - 男爵有坂成章長男・勉(陸軍砲兵大尉、男爵)の妻[23]
- 娘・なを（直子） - 志賀信光の妻[24]。信光は萩藩士志賀信の長男で、東京帝大法科卒、李王職事務官。長男の岳父に平福百穂。